# كلو مان
كلو مان (بالإنجليزية: Chloe Mann)‏ (12 نوفمبر 1990 في الولايات المتحدة - ) هي لاعبة كرة طائرة الولايات المتحدة في مركز وسط ‏.

## وصلات خارجية
- كلو مان على موقع الاتحاد الأوروبي (الإنجليزية)
- كلو مان على موقع Ligue Nationale de Volley (الفرنسية)